# Port Phillip
Port Phillip – duża zatoka morska w południowej części stanu Wiktoria w Australii. Stolica stanu – Melbourne, położona jest na północnym brzegu zatoki w pobliżu ujścia rzeki Yarra.
Większość północnego i wschodniego brzegu zatoki obejmuje obszar aglomeracji miejskiej Melbourne, natomiast na południowo-zachodnim brzegu (nad zatoką Corio) położone jest miasto Geelong.

## Historia
Zatoka utworzona została około 10 tysięcy lat temu pod koniec ostatniej epoki lodowcowej po podniesieniu się poziomu morza i zalaniu wcześniejszej doliny rzeki Yarra. Tereny te zostały zasiedlone przez ludność aborygeńską dużo wcześniej niż uformowała się zatoka, bo 20 lub nawet 40 tysięcy lat temu.
Pierwsi Europejczycy dotarli do Port Phillip na pokładzie statku „Lady Nelson” dowodzonego przez Johna Murraya 15 lutego 1803. W październiku 1803 podjęto próbę założenia kolonii karnej o nazwie Hobart w pobliżu obecnego miasta Sorrento, ale z powodu braku słodkiej wody i dobrego drewna w maju 1804 osada została opuszczona, a osadnicy przenieśli się na Tasmanię, gdzie założyli dzisiejsze Hobart.
Port Phillip pozostał opuszczony aż do 1835, kiedy osadnicy z Tasmanii dowodzeni przez Johna Batmana i Johna Pascoe Fawknera założyli Melbourne w dolnym biegu rzeki Yarra.

## Klimat
| Sty  | Lut  | Mar  | Kwi  | Maj  | Cze  | Lip  | Sie  | Wrz  | Paź  | Lis  | Gru  | Rok  |
| ---- | ---- | ---- | ---- | ---- | ---- | ---- | ---- | ---- | ---- | ---- | ---- | ---- |
| 18,6 | 18,8 | 18,4 | 18,0 | 17,0 | 15,8 | 15,0 | 14,7 | 14,6 | 15,0 | 16,5 | 17,4 | 16,6 |